# Rhytidoponera clarki
Rhytidoponera clarki är en myrart som beskrevs av Horace Donisthorpe 1943. Rhytidoponera clarki ingår i släktet Rhytidoponera och familjen myror. Inga underarter finns listade i Catalogue of Life.